# Thomas Hesse
Thomas Hesse (* 1953) ist ein deutscher Schriftsteller, vor allem von Niederrhein-Krimis.

## Leben
Thomas Hesse studierte Germanistik und Kommunikationswissenschaften. Bis 2014 arbeitete er als Redakteur in Wesel. 1990 veröffentlichte er sein erstes Buch, einen Bildband über Wesel. Zwischen 1997 und 2000 veröffentlichte er zusammen mit seinem Freund Thomas Niermann vier Niederrhein-Krimis, die im Kreis Wesel spielen. Seit 2005 hat er zusammen mit Renate Wirth, die er durch den Krimiwettbewerb zu Mord vor Ort II kennenlernte, dreizehn weitere Krimis veröffentlicht.

## Werke

### Bildbände und Reiseführer
- Wesel – Stadt am Niederrhein. Kleve 1990, ISBN 978-3-89413-241-5.
- Wesel am Rhein. Leipzig 2002, ISBN 978-3-934572-36-2.
- Kultur am Niederrhein. Veranstaltungen, Ausflugsziele, Gastrotipps. Köln 2004, ISBN 978-3-89705-324-3.

### Krimis
- Blutsgeschwister. Köln 2016, ISBN 978-3-95451-820-3.

#### Niederrhein-Krimis in Zusammenarbeit mit Thomas Niermann
- Der Esel. Köln 1997, ISBN 978-3-924491-95-6.
- Der Rabe. Köln 1998, ISBN 978-3-89705-109-6.
- Mord vor Ort I. Köln 1999, ISBN 3-89705-150-8.
- Mord vor Ort II. Köln 2000, ISBN 978-3-89705-188-1.

#### Niederrhein-Krimis in Zusammenarbeit mit Renate Wirth
- Das Dorf. Köln 2005, ISBN 978-3-89705-376-2.
- Die Füchse. Köln 2006, ISBN 978-3-89705-423-3.
- Die Wölfin. Köln 2007, ISBN 978-3-89705-510-0.
- Die Elster. Köln 2009, ISBN 978-3-89705-629-9.
- Die Eule. Köln 2010, ISBN 978-3-89705-769-2.
- Eulenblues. Köln 2012, ISBN 978-3-89705-930-6.
- Die Spinne. Köln 2013, ISBN 978-3-95451-152-5.
- Der Käfer. Köln 2015, ISBN 978-3-89705-423-3.
- Das schwarze Schaf. Köln 2016, ISBN 978-3-95451-990-3.
- Der Storch. Köln 2017, ISBN 978-3-7408-0182-3.
- Der Hahn. Köln 2018, ISBN 978-3-7408-0446-6.
- Das Alpaka. Köln 2020, ISBN 978-3-7408-0793-1.
- Der Stier. Köln 2021, ISBN 978-3-7408-1127-3.
- Hasenfuß. Köln 2022, ISBN 978-3-7408-1504-2.
- Der Schwan. Köln 2023, ISBN 978-3-7408-1808-1.
- Der Turmfalke. Köln 2024, ISBN 978-3-7408-2104-3.